# North Benton Township (comté de Polk, Missouri)
Pour les articles homonymes, voir Benton Township.
North Benton Township est un ancien township, situé dans le comté de Polk, dans le Missouri, aux États-Unis,.